# Keurboomstrand
Keurboomstrand è una località costiera sudafricana situata nella municipalità distrettuale di Eden nella provincia del Capo Occidentale.

## Geografia fisica
Il piccolo centro abitato sorge presso la foce del fiume Keurbooms, dal quale prende il nome, a circa 6 chilometri a nord-est della città Plettenbergbaai.